# 陈露 (羽毛球运动员)
陈露（1997年12月18日—），广东人，中国女子羽毛球运动员。

## 簡歷
2015年11月，陈露代表国家队參加秘魯利馬舉行的世界青年羽毛球錦標賽，助球隊贏得團體賽冠軍。
2018年，中國國家隊將原混雙組合鲁恺／黃雅瓊拆組，鲁恺改與陈露搭檔參加國際賽，兩人最佳成績為泰國公開賽闖進四強。
2020年7月，陈露因於2019年12月7日參加中国全国羽毛球团体锦标赛期間被中國反興奮劑機構檢驗出禁用物質“氢氯噻嗪及其代谢物”，並放棄B瓶檢測，最終被處以禁賽至2021年2月5日。

## 主要比賽成績
只列出曾進入準決賽的國際賽事成績：
| 年份   | 賽事                 | 公開賽級別 | 項目     | 搭檔   | 成績   |
| ------ | -------------------- | ---------- | -------- | ------ | ------ |
| 2015年 | 世界青年羽毛球錦標賽 | 其他       | 混合團體 | －     | 金牌   |
| 2016年 | 中國羽毛球國際挑戰賽 | 國際挑戰賽 | 女子雙打 | 周超敏 | 準決賽 |
| 2016年 | 中國羽毛球國際挑戰賽 | 國際挑戰賽 | 混合雙打 | 王斯杰 | 冠軍   |
| 2017年 | 中國羽毛球國際挑戰賽 | 國際挑戰賽 | 女子雙打 | 周超敏 | 亞軍   |
| 2017年 | 中國羽毛球國際挑戰賽 | 國際挑戰賽 | 混合雙打 | 周喆   | 準決賽 |
| 2018年 | 中國陵水羽毛球大師賽 | 超級100賽  | 混合雙打 | 欧烜屹 | 準決賽 |
| 2018年 | 泰國羽毛球公開賽     | 超級500賽  | 混合雙打 | 鲁恺   | 準決賽 |
| 2018年 | 越南羽毛球公開賽     | 超級100賽  | 女子雙打 | 徐涯   | 準決賽 |
| 2018年 | 薩洛盧羽毛球公開賽   | 超級100賽  | 混合雙打 | 鲁恺   | 亞軍   |
| 2019年 | 瑞士羽毛球公開賽     | 超級300賽  | 混合雙打 | 鲁恺   | 準決賽 |

| 2007-2017年 | 首要超級賽 | 超級賽 | 黃金大獎賽 | 大獎賽 | 國際挑戰賽 | 國際系列賽 | 未來系列賽 | 其他 |

| 2018-2026年 | 總決賽 | 超級1000賽 | 超級750賽 | 超級500賽 | 超級300賽 | 超級100賽 | 國際挑戰賽 | 國際系列賽 | 未來系列賽 | 其他 |

### 奧運會和世錦賽參賽紀錄
|          | 搭檔 | 2019 |
| -------- | ---- | ---- |
| 混合雙打 | 魯愷 | 16強 |

## 外部連結
- 陈露在世界羽球聯盟的登錄資料